# Léa Curinier
Léa Curinier (Valence, 21 april 2001) is een Frans wielrenster en veldrijdster, die sinds 2024 rijdt bij de Franse wielerploeg FDJ-Suez. Hiervoor reed ze voor Team Arkéa en het Nederlandse Team DSM.

## Overwinningen
2019
 Frans kampioene tijdrijden, junior
2023
Jongerenklassement Baloise Ladies Tour

### Resultaten in voornaamste wedstrijden
| Jaar | Ronde van Italië | Ronde van Frankrijk | Ronde van Spanje |
| ---- | ---------------- | ------------------- | ---------------- |
| 2020 |                  |                     |                  |
| 2021 | 36e              |                     |                  |
| 2022 |                  |                     |                  |
| 2023 |                  | 37e                 |                  |
| 2024 |                  | 19e                 |                  |
| 2025 | 23e              |                     |                  |

| Jaar | Ronde van Vlaanderen | Amstel Gold Race | Luik-Bast.‑Luik | Strade Bianche | Waalse Pijl |  | WK op de weg |
| ---- | -------------------- | ---------------- | --------------- | -------------- | ----------- |  | ------------ |
| 2020 |                      |                  | opgave          |                |             |  |              |
| 2021 |                      |                  |                 |                | 55e         |  |              |
| 2022 |                      | 66e              | buit.tijd       | 50e            | 97e         |  |              |
| 2023 |                      | opgave           | opgave          | buit.tijd      | 105e        |  | 73e          |
| 2024 | 37e                  | 13e              | 68e             | 19e            | opgave      |  | opgave       |
| 2025 | 30e                  |                  |                 |                |             |  |              |

## Ploegen
- 2020 –  Arkéa
- 2021 –  Arkéa
- 2022 –  DSM
- 2023 –  DSM-Firmenich
- 2024 –  FDJ-Suez
- 2025 –  FDJ-Suez

Barale · Curinier · Georgi · Jastrab · Kirchmann · Koch · Kool · Labous · Lippert · Mackaij · Peperkamp · Uijen · Wiebes
Barale · Ciabocco · Curinier · Georgi · Hengeveld · Jastrab · Koch · Kool · Labous · van der Meiden · Peperkamp · Plouffe · Rayer · Storrie · Uijen · Vinke
Adegeest · Brown   · Buysman · Cavalli · Curinier · Demay · Duval · Guazzini · Kraak · Le Net · Molengraaf · Muzic · Uttrup Ludwig · Verhulst · Vigilia · Wiel
Adegeest · Buysman · Chabbey · Curinier · Demay · Duval · Gery · Guazzini · Kraak · Labous · Le Net · Molengraaf · Muzic · Rayer · Vigilia · Vollering · Wiel · Wollaston